# The World's Greatest Lover
The World's Greatest Lover es una película de comedia estadounidense de 1977 dirigida, escrita y protagonizada por Gene Wilder , y coprotagonizada por Carol Kane y Dom DeLuise. Es un tributo/parodia de las comedias mudas clásicas y del "viejo Hollywood" de la década de 1920, específicamente de la popularidad del ícono romántico Rudolph Valentino.

## Sinopsis
Se basa en la historia de un ambicioso pero neurótico panadero que en 1926, decide el rival del actor de Hollywood, Rodolfo Valentino.

## Reparto
- Gene Wilder como Rudy Hickman/Rudy Valentine
- Carol Kane como Annie Hickman
- Dom DeLuise como Adolph Zitz
- Fritz Feld como Tomaso Abalone
- Ronny Graham como el director
- Danny DeVito como el asistente de director
- Rolfe Sedan como el conductor de tren

## Lanzamiento
El estreno mundial de The World's Greatest Lover tuvo lugar en Nueva York, el 16 de diciembre de 1977. Fue proyectada en Los Ángeles el 18 de diciembre de 1977 y estrenada en Estados Unidos a nivel nacional, por 20th Century Fox.